# Cattedrale di Santa Maria (Tokyo)
La cattedrale di Santa Maria (東京カテドラル聖マリア大聖堂?, Tōkyō Katedoraru Sei Maria Daiseidō) è il principale luogo di culto cattolico di Tokyo e sede dell'arcidiocesi locale. La cattedrale, consacrata alla Vergine Maria, è situata nel quartiere Bunkyō.

## Storia
La struttura originaria in legno, costruita nel 1899 in stile gotico, fu distrutta durante i bombardamenti della Seconda guerra mondiale.
La chiesa attuale, progettata da Kenzō Tange, è stata completata nel 1964. Tange è stato assistito da Wilhelm Schlombs, architetto dell'arcidiocesi di Colonia, dall'ingegnere edile Yoshikatsu Tsuboi, che aveva lavorato con Tange su progetti precedenti, e l'architetto svizzero Max Lechner.

## Descrizione
La pianta dell'edificio è a forma di croce, da cui partono otto parabole iperboliche similmente alla cattedrale di San Francisco, dedicata all'Assunzione di Maria in Cielo. Le parabole aprono verso l'alto a formare una croce di luce che prosegue verticalmente lungo la lunghezza delle quattro facciate. Si aggiungono poi altre costruzioni secondarie, tra cui il battistero.
Il campanile è alto 60 metri, situato a breve distanza dall'edificio principale, rivestito è in acciaio inox.
Sopra l'ingresso principale, sopra una doppia cantoria, si trova l'organo a canne Mascioni opus 1165, costruito nel 2004 su progetto di Lorenzo Ghielmi. Lo strumento, dotato di positivo tergale e con cassa in stile moderno, è a trasmissione mista, meccanica per i manuali e il pedale ed elettrica per i registri. La sua consolle è a finestra e dispone di tre tastiere di 58 note ciascuna e pedaliera dritta di 30 note.

## Galleria d'immagini

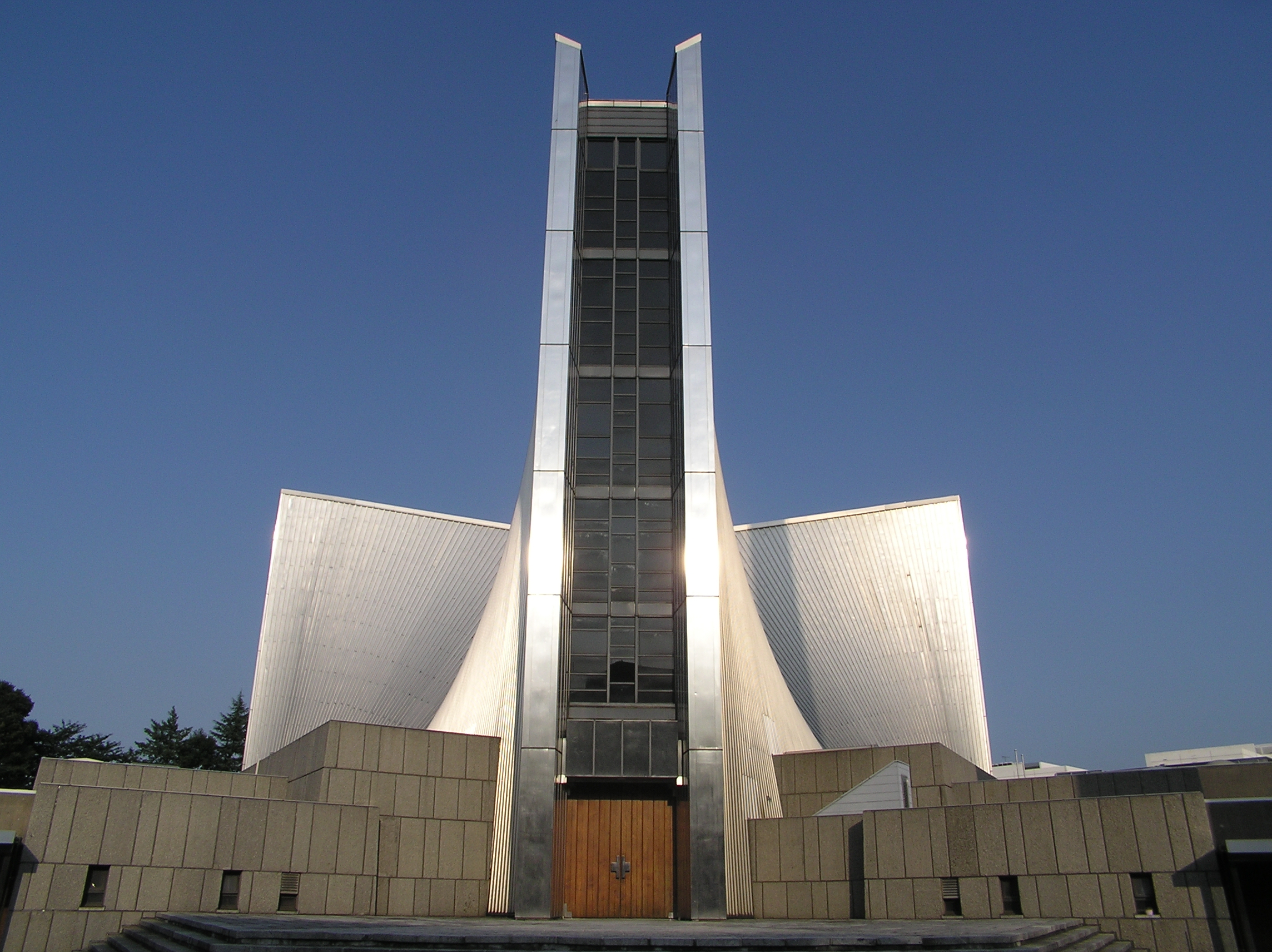
La facciata
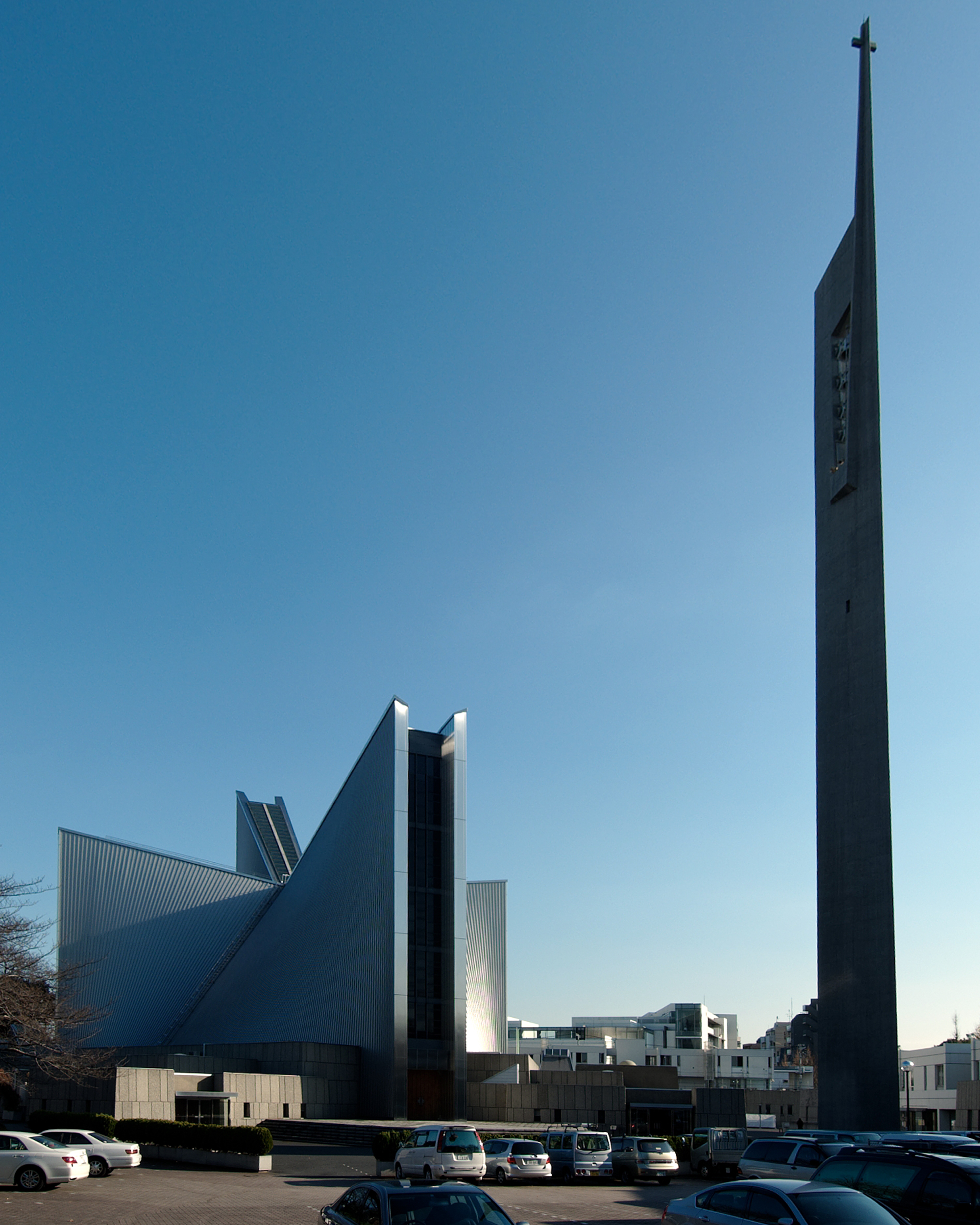
La chiesa e il campanile
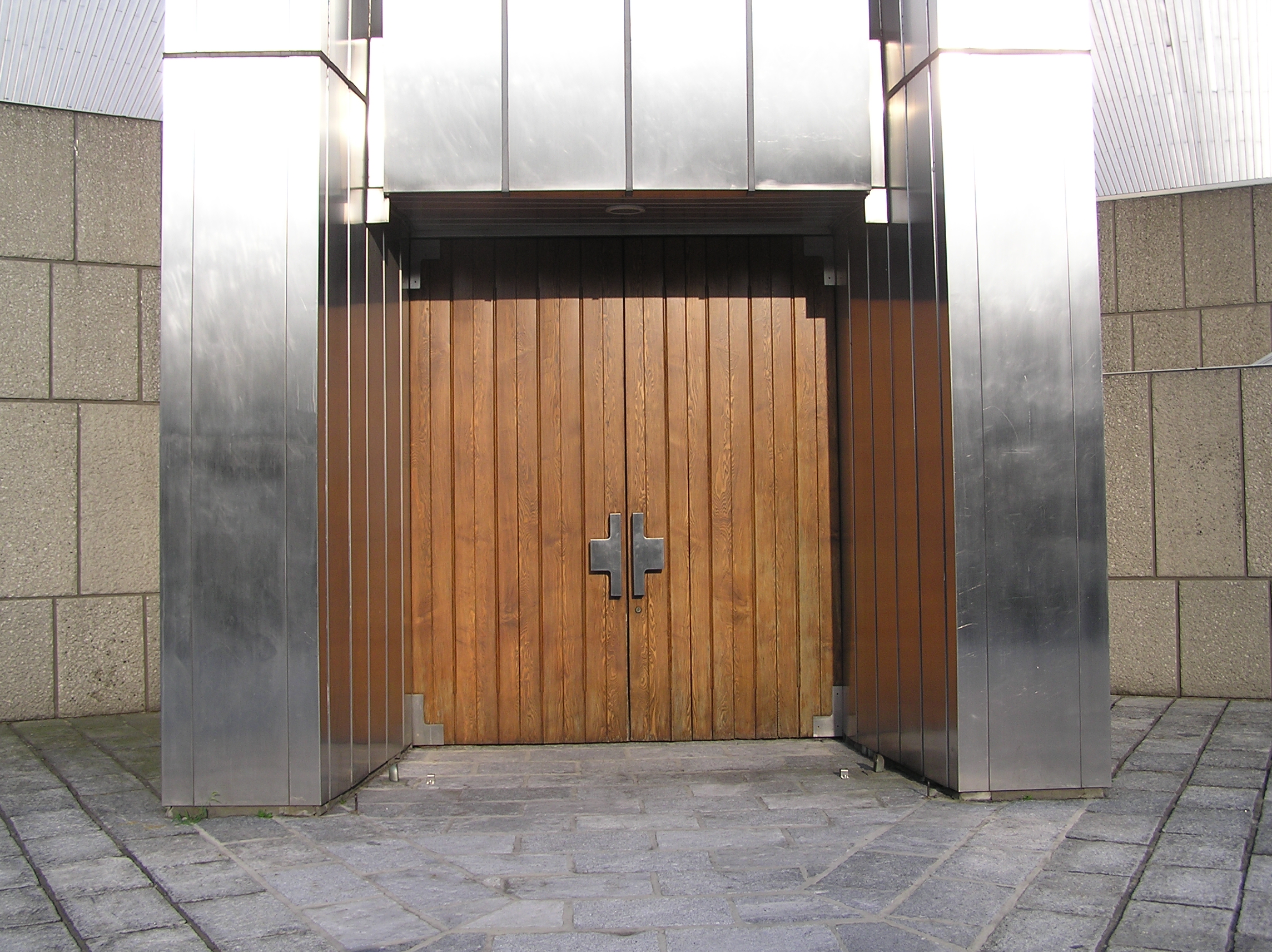
Ingresso principale
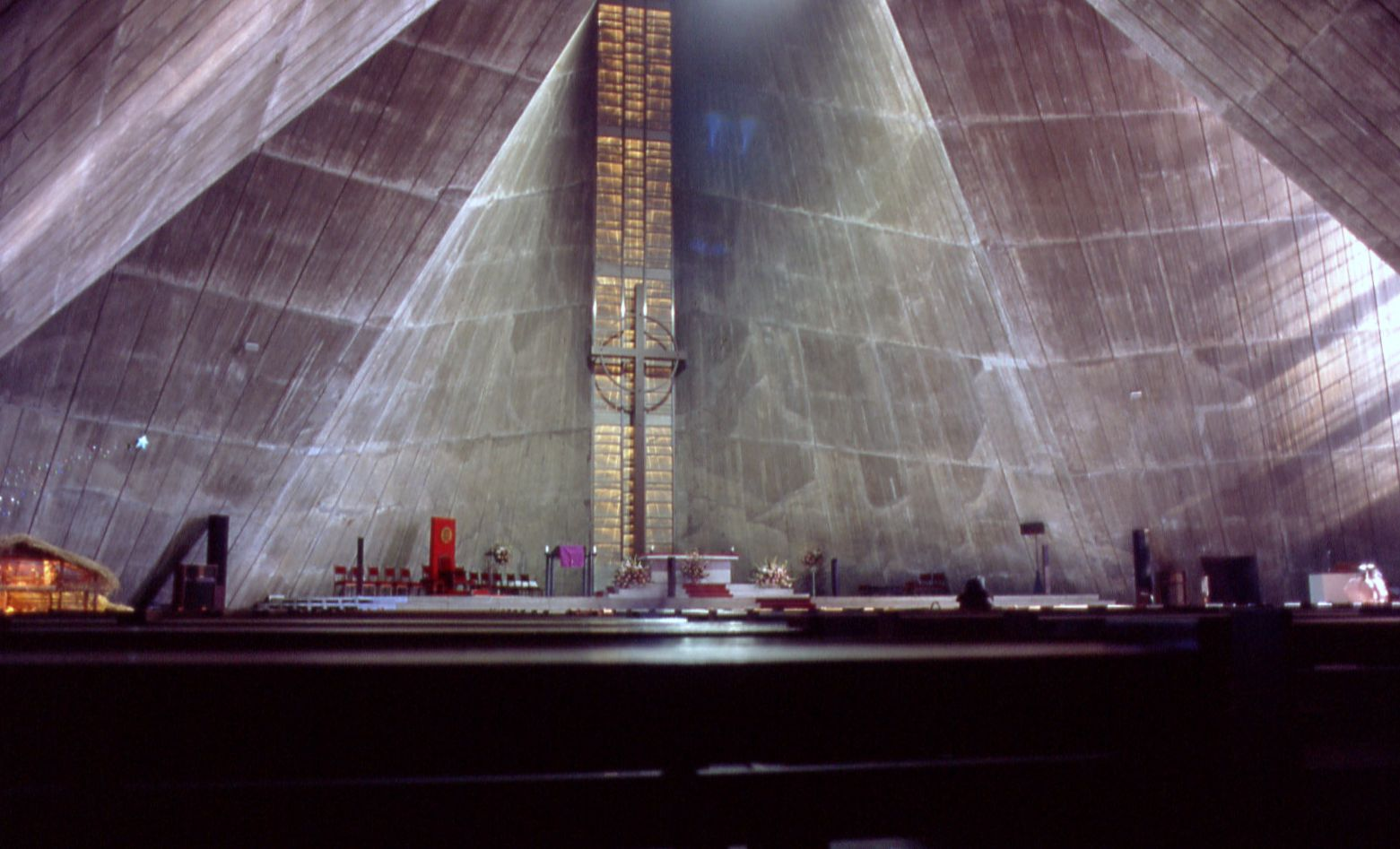
Veduta generale dell'interno
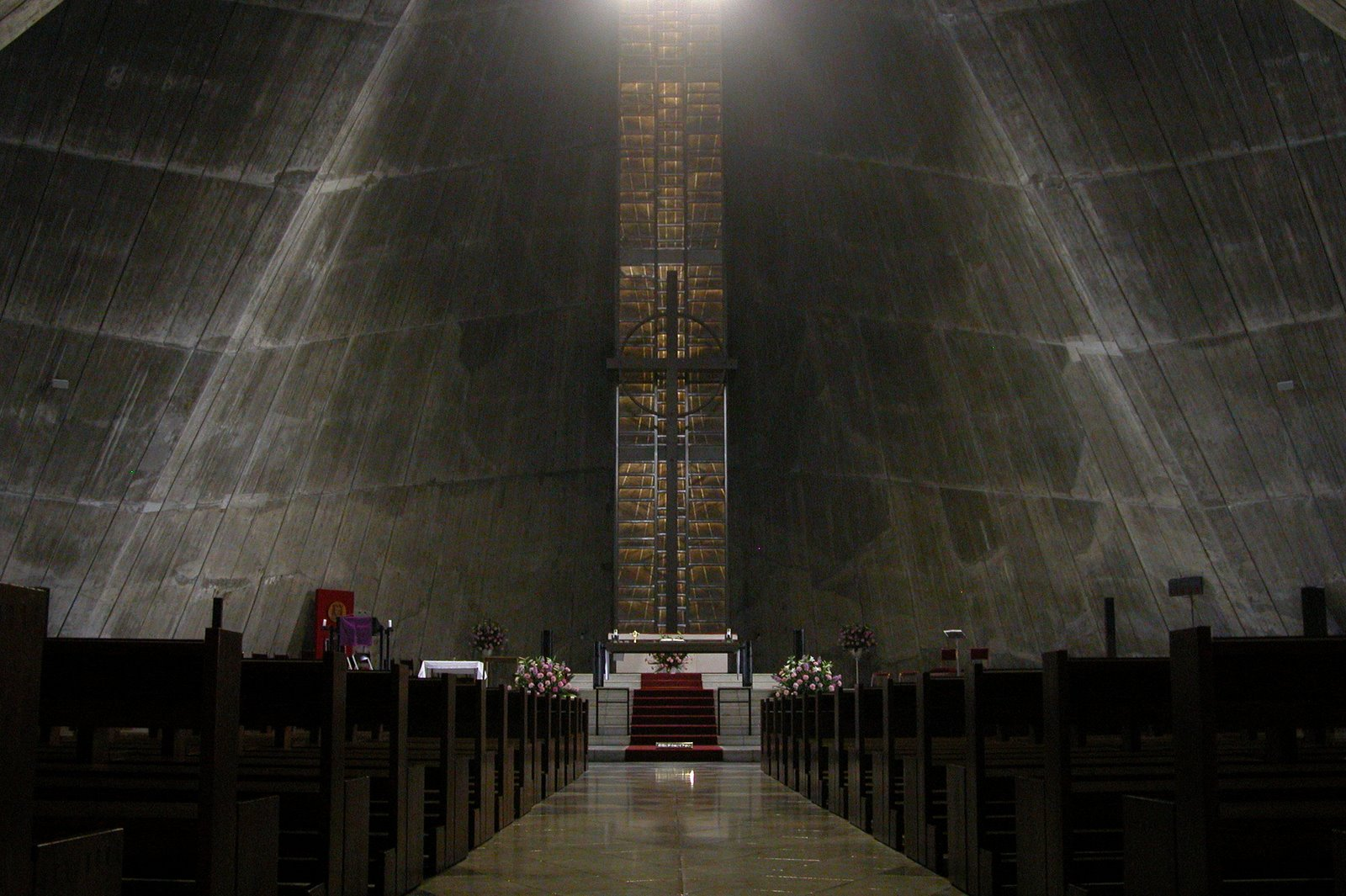
Interno visto dalla navata centrale
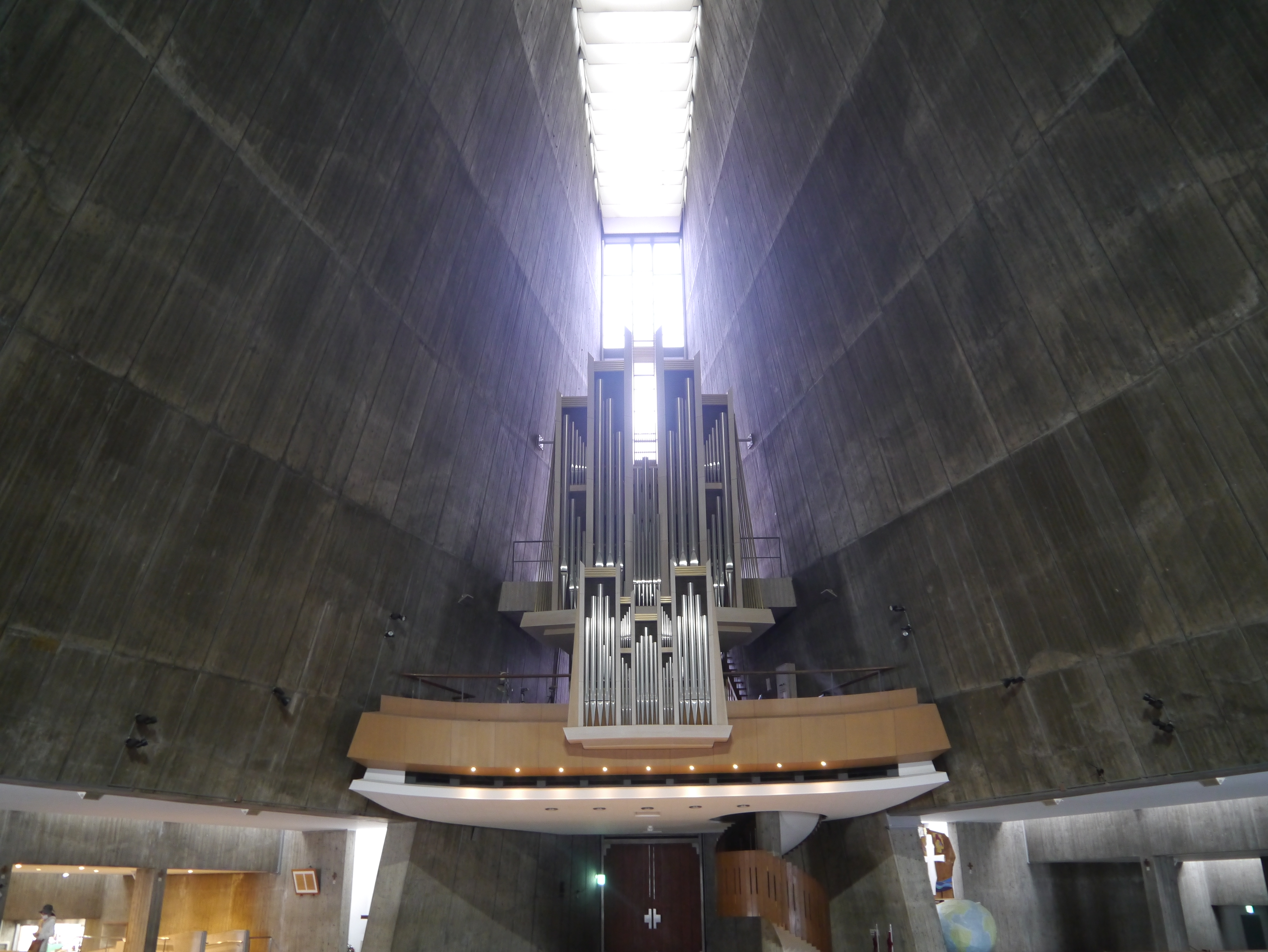
Organo a canne